# Lista de Cavaleiros de Athena
A lista a seguir compreende os personagens que formam as três fileiras do exército da deusa grega Athena, no mangá japonês Os Cavaleiros do Zodíaco (Saint Seiya) e na sequência canônica e prequela Saint Seiya: Next Dimension, escrito e ilustrado por Masami Kurumada.
Os Cavaleiros (聖闘士, Seinto, lit. "Guerreiro Sagrado") são os guerreiros que formam o exército de Athena, vestidos com trajes de batalha especiais conhecidas como Aramaduras, que durante milênios lutaram para proteger Athena, amor e justiça. É a principal facção guerreira apresentada por Kurumada em seu trabalho. Embora as três fileiras jurassem fidelidade a Athena, Kurumada apresentou alguns dos personagens inicialmente em um papel antagônico, depois revelando sua verdadeira natureza.

## Cavaleiros de Bronze
Os Cavaleiros de Bronze (青銅聖闘士, Buronzu Seinto) são os Cavaleiros de classificação mais baixa no exército de Athena. Como seu domínio sobre a essência do Cosmo está no nível básico, os Cavaleiros de Bronze possuem força sobre-humana, entre outras habilidades, e velocidade máxima de mach 1. Além dos cinco Cavaleiros de Bronze protagonistas, Kurumada apresenta mais seis em sua obra, descritos como segue.
Jabu de Unicórnio (一角獣星座の邪武, Yunikōn no Jabu)
Voz de: Kōsuke Meguro, Hideo Ishikawa (OVA), Akie Yasuda (criança) (Japonês), Marcelo Campos, Tiaggo Guimarães (Português)
O segundo Cavaleiro de Bronze a aparecer na história foi o japonês Jabu, o Cavaleiro de Unicórnio. Supostamente órfão, ele foi enviado para batalhar por uma das Armaduras de Athena com 99 de seus irmãos pelo seu pai, Mitsumasa Kido. Ele conquistou a Armadura de Unicórnio na Argélia e retornou ao Japão para participar da Guerra Galáctica, um torneio de lutas em que o prêmio era a Armadura de Ouro de Sagitário. Ele derrotou Ban de Lionet em sua primeira luta, mas foi eliminado por Shun de Andrômeda. Após o fim do torneio, Jabu voltou para a Argélia para aprimorar suas habilidades. Quando Saori Kido foi ferida por uma flecha, ele voltou para ajudá-la e a protegeu das forças antagônicas do Santuário. Depois, ele passou a viver no Santuário e o protegeu contra os Cavaleiros que Hades reviveu. Jabu também defendeu a irmã de Seiya, Seika, dos ataques do deus da morte.
Ichi de Hidra (海ヘビ星座の市, Hidora no Ichi)
Voz de: Masato Hirano, Masaya Onosaka (OVA) (Japonês), Carlos Silveira, Élcio Sodré/Wendel Bezerra (criança) (Português)
Assim como os outros Cavaleiros de Bronze que participaram da Guerra Galáctica, o japonês Ichi também é filho de Mitsumasa Kido. Após ser capturado do orfanato onde vivia, foi mandado para a Finlândia para se tornar um Cavaleiro de Athena. Anos depois, ele retorna para participar da Guerra Galáctica e é derrotado por Hyoga de Cisne, que quase o mata congelado. Envergonhado, Ichi volta para a Finlândia para treinar e só retorna quando Saori é ferida no Santuário. A partir deste fato, ele passa a viver no Santuário servindo Athena, protegendo o local contra os Cavaleiros que Hades reviveu e defendendo a irmã de Seiya de Pégaso.
Nachi de Lobo (狼星座の那智, Urufu no Nachi)
Voz de: Hideyuki Tanaka, Takeshi Kusao, Kazunari Kojima (OVA) (Japonês), Cassius Romero, Rodrigo Andreatto (criança) (Português)
O japonês Nachi é um dos 100 órfãos capturados por Mitsumasa para se tornarem Cavaleiros de Athena. Apenas dez destas crianças sobreviveram a tal processo, e se tornaram os Cavaleiros de Bronze. Na Guerra Galáctica, Nachi é derrotado por Ikki de Fênix, cai e decide voltar para a Libéria para dar prosseguimento ao seu treinamento, voltando com os outros Cavaleiros secundários para proteger Athena e permanecendo ao seu lado até a derrota do Cavaleiro de Gêmeos. Durante a saga de Hades, Nachi e Ichi são indicados como comandantes dos guardas do Santuário. Quando os Cavaleiros de Prata mortos em combate retornam e os ataques da dupla se mostram inúteis, são salvos pela intervenção de Jabu.
Ban de Leão Menor (子獅子星座の蛮, Raionetto no Ban)
Voz de: Hirohiko Kakegawa, Naoki Imamura (Japonês), Sérgio Rufino, Wellington Lima (Português)
O Cavaleiro da constelação de Lionet em 1990 é o japonês Ban. Enviado com outros 99 órfãos pelo mundo para se tornar um Cavaleiro de Athena, Ban conquistou sua Armadura na Tanzânia, e foi um dos únicos dez a concluir seu treinamento. Ao voltar para o Japão para participar da Guerra Galáctica, Ban acabou derrotado por Jabu de Unicórnio e decidiu retomar seu treinamento, mas voltou para proteger Saori, ferida por uma flecha dourada. Depois, ele permaneceu no Santuário e protegeu Seika do ataque de Thanatos.
Geki de Urso (大熊星座の檄, Beā no Geki)
Voz de: Yūji Mikimoto, Kouhei Fukuhara (Japonês), Ronaldo Artinic (Português)
O japonês Geki também é um dos órfãos filhos de Mitsumasa Kido. Foi enviado para o Canadá, onde conquistou a Armadura de Ursa Maior. Após ser derrotado por Seiya de Pégaso na Guerra Galáctica e partir para refinar suas habilidades no mesmo país onde completou seu treinamento, Geki apoiou os outros Cavaleiros de Bronze na proteção de Athena, ferida pela flecha. Ele também permaneceu no Santuário para participar da guerra contra Hades e protegeu a irmã de Seiya contra Thanatos.
June de Camaleão (カメレオン星座のジュネ, Kamereon no June)
Voz de: Hiromi Tsuru (Japonês), Alessandra Araújo (Português)
A etíope June foi parceira de treinamento de Shun de Andrômeda na Ilha de Andrômeda, sob a tutela de Daidalos de Cefeu. Ela sempre protegeu Shun e diversas vezes tentou fazê-lo desistir do treinamento para que não se ferisse. Apesar de suas tentativas, Shun conquistou a Armadura de Andrômeda e voltou para o Japão, deixando June para trás. Ela conseguiu completar seu treinamento com sucesso e conquistou a Armadura de Camaleão, mas seu mestre foi assassinado por Aphrodite de Peixes pouco tempo depois. Quando June descobriu o plano dos Cavaleiros de Bronze de atacar o Santuário, partiu imediatamente para impedir Shun. Apesar de respeitar seus sentimentos, Shun estava decidido a acompanhar os outros guerreiros e a nocauteou após uma breve luta. O Cavaleiro de Andrômeda a deixou na mansão de Kido para que descansasse até seu retorno depois disso fica desconhecido o que houve com ela.

## Cavaleiros de Prata
Os Cavaleiros vestindo as segundas mais bem classificadas Armaduras são os Cavaleiros de Prata (白銀聖闘士, Shirubā Seinto), os especialistas em batalha. Eles possuem domínio avançado do Cosmo, o que lhes permite atingir velocidades que variam de mach 2 a 5, e também lhes concede uma tremenda força física. Quando recebem uma missão do Santuário, vão a qualquer parte do mundo para cumpri-la, custe o que custar, usando todo o seu poder. Eles representam o verdadeiro conceito de um Cavaleiro de Athena.
Outra de suas responsabilidades é cuidar das Armaduras que não possuem donos. É comum encontrar Cavaleiros de Prata treinando candidatos em potencial para ganhar uma dessas Armaduras. Como muitos Cavaleiros e Armaduras foram perdidos na última Guerra Santa, treinar novos Cavaleiros e aumentar as patentes são tarefas importantes a serem cumpridas antes da próxima Guerra Santa.
As Armaduras de Prata são mais bonitas e mais fortes que as Armaduras de Bronze. Elas congelam a uma temperatura de -200 ° C. Atualmente existem apenas dezoito Armaduras de Prata confirmadas, no entanto, as Armaduras de Prata de Órion, Escudo e Cruzeiro do Sul, criadas por Masami Kurumada para o primeiro lançamento teatral de Saint Seiya, assim como seus portadores, são considerados canônicos.
A décima sétima e décima oitava Armaduras de Prata foram revelados na Enciclopédia Saint Seiya; elas representam as constelações de Taça e Altar, embora este último nunca tenha sido apresentado em nenhum arco do mangá até hoje. No total são vinte e quatro Cavaleiros de Prata, mas apenas dezesseis foram revelados por Kurumada nos arcos da história de seu mangá Saint Seiya. Recentemente, desde o início de Saint Seiya: Next Dimension, a continuação canônica do mangá original de Kurumada, um novo Cavaleiro de Prata foi adicionado ao universo, Suikyo de Taça, cuja Armadura difere inteiramente da mostrada na Enciclopédia Saint Seiya.
Marin de Águia (鷲星座の魔鈴, Īguru no Marin)
Voz de: Yuriko Yamamoto, Fumiko Inoue (Japonês), Gilmara Sanches, Isabel de Sá (Português)
Uma enigmática Amazona de Prata de personalidade forte, Marin foi nomeada mentora de Seiya assim que ele chegou ao Santuário, pelo fato de ambos serem japoneses. Ela foi uma instrutora de pulso firme e extrema disciplina, permitindo que seu pupilo cultivasse um enorme potencial. Graças ao código das Amazonas, Seiya nunca viu o rosto de sua mestra, pois ela é obrigada a escondê-lo atrás de uma máscara. Apesar das dificuldades do treinamento, Seiya e Marin formaram laços fortes. Após a vitória de Seiya, surge uma rivalidade com Shaina, que termina em uma luta em que Marin é derrotada por Shaina e recebe uma surra brutal, mas Aiolia a salva. A aparência de Marin fez Seiya se questionar se ela e sua irmã Seika seriam a mesma pessoa. Após descobrir a conspiração que ocorria no Santuário, Marin apóia Seiya em sua luta contra os Cavaleiros de Prata e descobre a verdade sobre o falso Grande Mestre e seu plano para chegar ao poder. Ela reaparece durante o conflito das doze casas, salvando a vida de Seiya e prestando apoio para que ele pudesse confrontar o Grande Mestre. Durante a ressurreição de Poseidon, Marin age independentemente, mas reaparece no fim da guerra contra Hades, após conseguir encontrar Seika, acabando com o mistério sobre sua identidade e terminando uma busca que durava anos. Durante a batalha dos Cavaleiros de Bronze contra Thanatos, Marin protege Seika e consegue, após a derrota de Hades, juntar o casal de irmãos.
Shaina de Serpentário (蛇遣い星座のシャイナ, Opyukusu no Shaina, lit. "Shaina de Ofiúco")
Voz de: Mami Koyama, Yuka Komatsu (Japonês), Maralise Tartarine (Português)
Shaina é uma Amazona temperamental e corajosa, a italiana Shaina precisou abandonar sua feminilidade ao iniciar seu treinamento e esconder para sempre seu rosto dos homens. Shaina foi mentora do rival de Seiya de Pégaso, Cassios, cuja derrota aparentemente fez com que a Amazona criasse uma rixa com Seiya. No início da série, Shaina obedecia as ordens do Grande Mestre do Santuário, que eram compatíveis com seu objetivo de eliminar Seiya pela humilhação que a causou. Há também uma rivalidade com Marin que terminaria em uma luta em que Shaina derrota Marin e lhe dá uma surra brutal, mas Aiolia a impede. Porém, ela começou a suspeitar de seu superior e tal fato a fez se aliar aos Cavaleiros de Bronze na rebelião contra o Santuário. Shaina salvou a vida de Seiya ao defendê-lo de um ataque de Aiolia de Leão, enviado pelo Grande Mestre para matá-lo. Ferida pelo Cavaleiro de Ouro, Shaina revela a Seiya que sua rixa com ele não se deve à derrota de Cassios, e sim porque Seiya foi o primeiro homem a ver seu rosto, que é a maior ofensa possível para uma Amazona. A tradição dos Cavaleiros força a Amazona a escolher uma entre duas opções: matar o ofensor ou se apaixonar por ele, e Shaina havia escolhido a segunda, mesmo sem querer. Inconsciente durante o conflito dos doze templos, Shaina retorna aos seus sentidos posteriormente e se choca com a morte de Cassios, que se sacrificou para proteger Seiya e impedir que Shaina sofresse. Ela então salva a vida de Marin de Águia, e após a derrota do Grande Mestre, jura lealdade a Athena. Apesar de seu amor por Seiya não ser correspondido, Shaina tem um papel importante na batalha contra Poseidon, pois entrega a Armadura de Libra aos Cavaleiros de Bronze e desafia Poseidon sozinha, ainda que sendo derrotada. Poucas semanas depois, Shaina lidera os Cavaleiros de Bronze e os soldados do Santuário para defender o local após a invasão do exército de Hades.
Misty de Lagarto (蜥蜴星座のミスティ, Rizado no Misuti)
Voz de: Yū Mizushima, Takayuki Sasada (OVA) (Japonês), Marcelo Campos (Português)
Nascido na França, Misty foi um narcisista que se considerava inferior à deusa Athena. Enviado ao Japão para derrotar os Cavaleiros de Bronze, ele causou um deslizamento de terra com na intenção de enterrá-los. Porém não obteve êxito, pois Mu de Áries criou uma ilusão que faz os Cavaleiros Negros parecerem os de Bronze e teleportou os cavaleiros de prata para longe dali. Alguns foram enganados pela ilusão e partem em busca dos Cavaleiros Negros, mas apenas Marin e Misty encontraram o verdadeiro Cavaleiro de Pégaso. Para tentar salvar seu pupilo, Marin ataca Seiya com um golpe falso e o sepulta. Porém, Misty não se deixou enganar, desenterrando o Cavaleiro e partindo para o ataque. Depois de uma dura batalha, Seiya superou os ataques de Misty e o matou. Na adaptação da saga de Hades, Misty é trazido de volta à vida com os outros Cavaleiros de Prata para enfrentar Seiya e companhia. É rapidamente derrotado por Hyoga de Cisne. Assim como os Cavaleiros de Ouro, também trazidos de volta por Hades, os Cavaleiros de Prata juraram lealdade ao Deus da Morte, mas secretamente continuaram sendo fiéis à Athena.
Moses de Baleia (白鯨星座のモーゼス, Hoēru no Mōzesu)
Voz de: Kōji Totani (Japonês), Gilberto Baroli, Sidney Lilla (Português)
Devido ao crime dos Cavaleiros de Bronze contra o Santuario (participação na Guerra Galáctica), o Grande Mestre do Santuário ordena a morte dos jovens. O neozelandês Moses foi um dos Cavaleiros de Prata enviados para cumprir essa missão, mas graças à intervenção de Mu, acaba matando o Dragão Negro ao invés do real. Vendo a missão como finalizada, ele parte com Asterion de Cães de Caça, mas os dois retornam devido ao atraso de Misty e Babel. Com o apoio de Asterion, Moses ataca e derrota Marin, amarrando-a ao mar como isca para Seiya. O plano falha e Moses acaba morto pelo Cavaleiro de Pégaso.
Babel de Centauro (ケンタウルス星座のバベル, Kentaurusu no Baberu)
Voz de: Yūji Mikimoto (Japonês), Gilberto Baroli, Guilherme Lopes (Português)
O iraquiano Babel foi o segundo Cavaleiro de Prata a ser derrotado na série. Mestre em pirocinese, foi enviado com Misty, Asterion e Moses para eliminar os Cavaleiros de Bronze. Com a intervenção de Mu, eles acabam matando os Cavaleiros Negros por engano. Acreditando que sua missão foi cumprida, eles decidem partir para o Santuário, mas Misty fica para trás para confirmar agumas suspeitas. Após algum tempo, Babel, preocupado, retorna e encontra Misty morto em uma praia. Hyoga chega logo depois e desafia Babel, que se surpreende por acreditar já ter eliminado o Cavaleiro de Cisne. Os dois se enfrentam e Babel, mesmo confiante e pensando ter vantagens na batalha com suas chamas, acaba morto pelo Cavaleiro de Cisne.
Na adaptação do anime, a constelação de Babel é soletrada como "Centaur" (サントール星座（サントール）, Santōru) ao invés de "Centaurus".
Asterion de Cães de Caça (猟犬星座のアステリオン, Haundo no Asuterion)
Voz de: Kazuo Hayashi (Japonês), Fábio Tomasini, Alexandre Marconato (Português)
O dinamarquês Asterion foi enviado pelo Santuário com a missão de dar fim aos Cavaleiros de Bronze. Moses foi um dos Cavaleiros de Prata enviados com ele para cumprir essa missão, mas graças à intervenção de Mu, acaba matando o Dragão Negro ao invés do real. Vendo a missão como finalizada, os dois decidem partir para o Santuário, mas retornam devido ao atraso de Misty e Babel. Como Asterion é um dos poucos Cavaleiros capazes de usar telepatia, rapidamente descobre que Marin havia traído o Santuário. Após derrotá-la, os dois a amarram ao mar como isca para Seiya. O Cavaleiro de Pégaso retorna e mata Moses, mas é derrotado pelos poderes de Asterion. Enquanto isso, Marin consegue se libertar e ataca o Cavaleiro de Prata. Fechando sua mente, Marin consegue derrotá-lo, mas o deixa viver para que possa mandar um aviso ao Grande Mestre. Na saga de Hades no mangá, é revelado que Asterion foi morto após voltar ao Santuário, pois um túmulo com seu nome é visto no cemitério.
Jamian de Corvo (烏座のジャミアン, Kurō no Jamian)
Voz de: Naoki Tatsuta (Japonês), Valter Santos (Português)
Conhecido no Santuário como o Cavaleiro que controlava corvos como seus próprios membros, o inglês Jamian fez parte da segunda equipe de Cavaleiros de Prata enviada para sequestrar Saori Kido e destruir o Coliseu em que a Guerra Galáctica aconteceu. Ele consegue capturar a jovem, mas é seguido por Seiya. Após derrotar o Cavaleiro de Pégaso, Jamian sofre com a retaliação de Saori, que usa o Cosmo de Athena para fazer seus corvos se voltarem contra ele. Confuso e ultrajado, ele a chama de bruxa e ataca, mas é desafiado por Ikki de Fênix e morre na luta.
Algol de Perseu (ペルセウス座のアルゴル, Peruseusu no Arugoru)
Voz de: Akira Kamiya, Masaya Onosaka (Japonês), Cassius Romero (Português)
O árabe Algol foi um dos Cavaleiros de Prata enviados para destruir o Coliseu que hospedou a Guerra Galáctica e sequestrar Saori Kido. Após a morte de Jamian pelas mãos de Ikki, Algol, Capella e Dante aparecem. Algol transforma Shun em pedra com o Escudo da Medusa, capaz de petrificar oponentes quando abre seus olhos. Algol então enfrenta Shiryu de Dragão, mas se vê em desvantagem depois que o Cavaleiro de Bronze cega seus próprios olhos para não ver o Escudo da Medusa, como último recurso para impedir Algol e salvar seus amigos. Após uma longa batalha, Algol tenta um ataque final, mas é morto por Shiryu, que usa seu Cosmo para "ver" além de sua cegueira.
Nomeado após Algol, o nome próprio da estrela beta da constelação de Perseu, que vem do árabe رأس الجاثيرأس الغول ra's al-ghūl, ra's al-ghūl, que significa "cabeça do ogro". Kurumada usou o nome árabe (ra's al-ghūl) como o nome de sua técnica Rhas Al-Ghûl Gorgoneion (Górgona Demoníaca).
Capella de Auriga (御者座のカペラ, Auriga no Kapera)
Voz de: Katsuji Mori (Japonês), Gilberto Baroli, Hélio Vaccari (Português)
O grego Capella foi enviado juntamente com Jamian, Algol e Dante para destruir o Coliseu em que aconteceu a Guerra Galáctica e capturar Saori Kido. Após matar Jamian, Ikki provoca os outros Cavaleiros de Prata e desenha uma linha entre ele e seus oponentes que não deveria ser atravessada. Capella o desafia e atravessa a linha, e como resultado é atacado por Ikki e acaba inconsciente. Após despertar, Capella desafia Ikki novamente e o ataca com seus discos, mas é superado pelas técnicas de ilusão de Ikki e morto por ele.
Nomeado após Capella, o nome próprio da estrela alfa da constelação Auriga, que é derivado do latim, e é um diminutivo do latim Capra, que significa cabra.
Dante de Cérbero (地獄の番犬座のダンテ, Keruberosu no Dante)
Voz de: Akira Murayama (Japonês), Marcelo Campos, Affonso Amajones (Português)
Assim como Jamian, Algol e Capella, o italiano Dante tinha como missão destruir a Fundação Graad e o Coliseu em que a Guerra Galáctica ocorreu e trazer Saori Kido para o Santuário. Após a morte de Jamian, Dante aparece acompanhado de Algol e Capella para confrontar Ikki. Após derrotar Capella, Ikki se defende do ataque de Dante e destrói as bolas de ferro que o Cavaleiro de Prata utiliza em seus ataques. Ikki deixa Dante inconsciente para enfrentar Capella novamente. Enquanto isso, os outros Cavaleiros de Bronze chegam à cena e Shun acaba derrotando Dante em combate.
Algethi de Hércules (ヘラクレス星座のアルゲティ, Herakuresu no Arugeti)
Voz de: Daisuke Gōri, Naoki Imamura (Japonês), Cassius Romero, Mauro Castro (Português)
Quando Aiolia foi enviado ao Japão para eliminar os Cavaleiros de Bronze, três Cavaleiros de Prata receberam a missão de observá-lo. Um destes foi o sul-africano Algethi, o Cavaleiro de maior força física do Santuário. Quando Aiolia decidiu poupar a vida de Seiya, Algethi e os outros entraram em cena para eliminar o Cavaleiro de Pégaso. Após receber os ataques dos três, Seiya recebe a ajuda inesperada da Armadura de Ouro de Sagitário, que se une ao corpo de Seiya para protegê-lo. O trio ignora o aviso de Aiolia de manter distância e tenta atacar Seiya, sendo eliminado pela Armadura de Sagitário em segundos.
Nomeado após Algethi, o nome próprio da estrela alfa da constelação de Hércules, que vem do árabe رأس الجاثي, (ra's al-jaθiyy) que significa Cabeça do Ajoelhador.
Sua técnica Kornephoros (Poder Supremo de Hércules) recebeu o nome da estrela beta da constelação de Hércules, que deriva da palavra grega "Korynephoros" que significa "aquele que segura uma clava".
Dio de Mosca (銀蝿座のディオ, Musuka no Dio)
Voz de: Ryōichi Tanaka (Japonês), Carlos Silveira, Ivo Roberto (Português)
O mexicano Dio e outros dois Cavaleiros de Prata tinham a missão de vigiar Aiolia para verificar se ele realmente mataria os Cavaleiros de Bronze. Ao perceber que Aiolia não o faria, o trio entra em cena para acabar com Seiya. O Cavaleiro de Mosca e seus parceiros tentam finalizar o serviço rapidamente, mas os planos do trio são interrompidos quando a armadura de Sagitário surge repentinamente e veste Seiya. Com a armadura de Ouro, Seiya teve o poder de seus golpes aumentados, e com um ataque vence todos.
Na adaptação do anime, seu nome é escrito Dios (ディオス, Diosu).
Sirius de Cão Maior (巨犬座のシリウス, Kanisumayoru no Shiriusu)
Voz de: Ikuya Sawaki (Japonês), Fábio Moura, Wellington Lima (Português)
O alemão Sirius era líder de uma expedição enviada para vigiar Aiolia de Leão, que tinha a missão de matar Seiya. Ao perceber que Aiolia não cumpriria as ordens do Santuário, Sirius e seus comandados entram em cena para acabar com Seiya. Mas eles nada puderam fazer, pois a desaparecida Armadura de Sagitário surge do céu e veste Seiya. Munido de mais poder, o Cavaleiro de Pégaso mata os três de uma única vez.
Nomeado após Sirius, o nome próprio da estrela alfa da constelação Canis Major, que vem do grego antigo: Σείριος Seirios, que significa brilhante ou abrasador.
Ptolemy de Flecha (矢座のトレミー, Sajitta no Toremī, trad. "Tremy de Sagita")
Voz de: Yūichi Meguro (Japonês), Carlos Takeshi, Celso Alves (Português)
Quando Seiya e os outros chegam ao Santuário, o egípcio Ptolemy os recepciona como um guia que ali estava a mando do Grande Mestre. Ao falar das doze casas e levá-los até as escadarias da Casa de Áries, Ptolemy revela sua verdadeira identidade e atinge Athena com uma flecha dourada, fazendo com que começassem as lutas contra os Cavaleiros de Ouro. Ptolemy acaba vencido por Seiya, e antes de morrer diz que os Cavaleiros de Bronze tem doze horas para chegar até o Grande Mestre, caso contrário Athena morrerá. Um antecessor de Ptolomeu, também portador da Armadura de Sagitta de uma era passada conhecida como Maya de Flecha (矢座の魔矢, Sajitta no Maya, trad. "Maya de Sagita"), foi criado por Masami Kurumada para o primeiro lançamento teatral de Saint Seiya.
Daidalos de Cefeu (ケフェウス星座のダイダロス, Kefeusu no Daidarosu, trad. "Daidaros de Cefeu")
Voz de: Keiichi Noda (Japonês), Ary Fernandes, Orlando Viggiani (Português)
Mentor de Shun e June de Camaleão, treinou a dupla na Ilha de Andrômeda. Ele foi assassinado por Aphrodite de Peixes por concordar com o pensamento de que o Santuário estaria corrompido pelo mal. Ele não se concentra em um tipo específico de ataque, e concentra suas habilidades em anular os ataques dos oponentes. O argentino Daidalos sabia manipular armas de outras Armaduras, apesar da sua não possuí-las. Assim como Orphée de Lira, ele é considerado um Cavaleiro de Prata de poder equivalente a um de Ouro. No anime, Daidalos foi substituído por Albiore (アルビオレ, Arubiore) de Cefeu, um personagem com aparência diferente, mas papel similar.
Orphée de Lira (琴座のオルフェ, Raira no Orufe, trad. "Orfeu de Lira")
Nascido na Grécia, um Cavaleiro de Prata que dizem ser tão poderoso como um Cavaleiro de Ouro, e também um virtuoso musico da lira. Assim como o herói grego trágico Orphée, ele tinha uma amante chamada Eurydice que havia falecido, e com determinação, ele se encontrou com o Imperador Submundo, Hades, e tocou sua música para ter Eurydice de volta. Tendo seu desejo realizado, ele foi orientado a não olhar para trás durante a viagem de volta ao mundo dos vivos, até que ele chegou à superfície, infelizmente, Pharaoh de Esfinge falsificou uma luz do sol e enganou Orphée em virar. Eurydice se transformou no meio do caminho em pedra e, portanto, Orphée decidiu ficar com ela para sempre no submundo. Quando os Cavaleiros de Athena invadiram os domínios de Hades, ele libertou Seiya de Pégaso e Shun de Andrômeda das garras de Faraó. Essa ação levou à revelação de que Faraó tinha enganado Orphée e em uma batalha de música O Cavaleiro matou o Espectro. Renovando seus votos como um Cavaleiro de Prata de Athena, Orphée em seguida, fez a escolha para ajudar seus companheiros de Bronze a derrotar Hades, e os levou para a sala do trono do deus. Com doce melodia, ele enfeitiçou os 3 juízes e Pandora, mas seu truque não funcionou em Radamanthys de Wyvern que eventualmente o matou. Um antecessor de uma época passada, que carregava sua mesma constelação e a Armadura de Lira, chamado Orfeu de Lira (琴座のオルフェウス, Raira no Orufeusu), foi criado por Masami Kurumada para o primeiro lançamento teatral de Saint Seiya.
Suikyo de Taça (杯座の水鏡, Kuraterisu no Suikyō)
Um Cavaleiro de Prata na Guerra Santa passada entre Hades e Athena em 1747. Ele treinou no Santuário com Shion de Áries e Dohko de Libra e se tornou um Cavaleiro de Prata. Ele desapareceu depois de receber uma ordem para investigar o campo. Ele veio conhecer Tenma e Alone uma noite durante uma tempestade de neve na Itália. A partir daquele dia, ele passou a ser seu professor e ensinou a Tenma os caminhos dos Cavaleiros sem lhe dizer seus significados mais profundos. Suikyo os deixou eventualmente e não foi até que Alone começou a se transformar em Hades que ele se mostrou novamente para Tenma, Shion e Dohko, desta vez, no entanto, como a Estrela Celeste do Heroísmo, Suikyo de Garuda. Como servo de Hades, ele derrotou os Cavaleiros, mas recuou quando convocado por Pandora, que mais tarde o enviou para se infiltrar no Santuário, com ordens de matar a Athena criança. A Armadura de Prata de Taça é dotada da capacidade de curar feridas e prever o futuro, refletido na água que ela contém.
Cavaleiros de Prata de eras passadas
Durante o arco de Hades, Kurumada mostrou os túmulos de muitos Cavaleiros de Prata falecidos de eras passadas, no cemitério do Santuário. Alguns deles foram revividos por Hades, quando seus túmulos apareceram abertos. Mesmo que eles não apareçam fisicamente, seus nomes podem ser lidos em seus túmulos: Serge, Ludwig, Siroé, Gilles, Helga, Gavin, Tony, Kain, Algernon, Jose, Timothy, Gilles, Ivan, Nigel, Jun, Isac, Cima, Tess e Edomon; e alguns túmulos com nomes ilegíveis.

## Cavaleiros de Ouro
Os Cavaleiros de Ouro (黄金聖闘士, Gōrudo Seinto) são os Cavaleiros mais poderosos do exército de Athena e guarda pessoal para ela, invencíveis entre eles desde as eras dos mitos. Eles vestem as 12 Armaduras de Ouro que correspondem às constelações do zodíaco, as mais poderosas entre as 88 Armaduras. Os Cavaleiros de Ouro dominaram o sétimo sentido, a essência do Cosmo, que lhes confere habilidades milagrosas, entre elas, a capacidade de atingir a velocidade da luz. Em Saint Seiya: Next Dimension, é revelado que havia originalmente 13 Cavaleiros de Ouro.

### Cavaleiros do século XX
Mu de Áries (牡羊座のムウ, Ariesu no Mū)
Voz de: Kaneto Shiozawa, Takumi Yamazaki (Japonês), Marcelo Campos, Marco Aurélio Campos (Português)
Cavaleiro de Áries do século XX. Discípulo e sucessor de Shion de Áries e mentor de Kiki. Jovem tranquilo cujo semblante sereno oculta enorme poder, o tibetano Mu também é um homem de muitos talentos, ao ponto de ser considerado o Cavaleiro de Ouro com maior perícia em telecinesia, além de hábil na arte de restaurar Armaduras. Mu deixou o Santuário logo após o assassinato de Shion, pois não acreditava na legitimidade do Grande Mestre. Ele passa a viver na distante região de Jamir. Importante aliado dos Cavaleiros de Bronze, ele restaura as Armaduras dos jovens em diversos momentos da obra. Mu salvou a vida dos Cavaleiros de Bronze durante as batalhas contra os Cavaleiros Negros e ajudou Seiya no duelo contra Misty de Lagarto. Durante o conflito das 12 casas, ele se afilia a Dohko de Libra e aos Cavaleiros de Bronze, revelando aos jovens o segredo do sétimo sentido e se opondo à tirania do Grande Mestre. Durante a guerra contra Poseidon, ele impede que os outros Cavaleiros de Ouro partam para a batalha, pois o retorno de Hades estava próximo. Durante a guerra contra Hades, Mu demonstra grande poder e habilidade de combate e derrota diversos Espectros, mas acaba derrotado por Rhadamanthys de Wyvern, que o aprisiona. Posteriormente, ele é revitalizado pelo Cosmo de Athena e se sacrifica com os outros Cavaleiros de Ouro para romper o Muro das Lamentações. Tem o título de O Homem que Conhece a Essência das Armaduras e sua casa é conhecida como O Templo do Carneiro Branco (白羊宮, Hakuyokyū).
Aldebaran de Touro (牡牛座のアルデバラン, Taurasu no Arudebaran)
Voz de: Tesshō Genda (Japonês), Ronaldo Artinic (Português)
Um Cavaleiro de bom coração, com imensa força física e velocidade inigualável graças às suas técnicas similares ao princípio de combate iai. O brasileiro Aldebaran foi um Cavaleiro de Ouro verdadeiramente dedicado ao papel de proteger a paz e a justiça na Terra. Durante o conflito dos doze templos, inicialmente se opõe aos Cavaleiros de Bronze, pois foi enganado pelo Grande Mestre, que os declarou como traidores. Aldebaran enfrentou Seiya de Pégaso, cuja determinação em batalha fez suas suspeitas contra o Grande Mestre crescerem ainda mais. Seiya prometeu arrancar um dos chifres do elmo de Aldebaran para provar que sua causa era justa. Aldebaran aceita, mas não acredita que o rapaz conseguiria cumprir tal feito. Para sua surpresa, Seiya cumpre a promessa, e Aldebaran o permite prosseguir. No ápice da batalha entre Seiya e Saga de Gêmeos, Aldebaran percebe que suas suspeitas contra o Santuário estavam corretas e jura lealdade a Athena ao encontrá-la. Na saga de Poseidon, Aldebaran protege os Cavaleiros de Bronze moribundos contra um ataque de Sorrento de Sirene e acaba derrotado. Na saga de Hades, Aldebaran é morto por Niobe de Deep, mas consegue eliminar o Espectro antes de morrer. Após ser revitalizado pelo Cosmo de Athena, se sacrifica com os outros Cavaleiros de Ouro para romper o Muro das Lamentações. Tem o título de O Furioso Touro Dourado e sua casa é conhecida como O Templo do Touro Dourado (金牛宮, Kingyūkyū).
Nomeado após Aldebaran, o nome próprio da estrela alfa da constelação de Touro, que deriva do árabe 'الدبران' (al-dabarān) e se traduz literalmente como "O seguidor"
Saga de Gêmeos (双子座のサガ, Jemini no Saga)
Voz de: Kazuyuki Sogabe (lado ruim), Akio Nojima (lado bom), Ryōtarō Okiayu (OVA) (Japonês), Walter Breda (1ª dub; ep. 16-53), Gilberto Baroli (Português)
O principal Cavaleiro de Gêmeos e um dos Cavaleiros mais poderosos do século XX e irmão de Kanon, considerado como o antagonista principal do Arco do Santuário. No passado, o grego Saga era a personificação do Cavaleiro ideal, amado por todos e de alma pura. Apesar de sua devoção à Athena, Saga começou a demonstrar traços de dupla personalidade, graças a um plano de seu irmão Kanon para desviá-lo do caminho da justiça. Influenciado pelo lado maléfico de sua personalidade, Saga decide tomar conta do Santuário e assassinar Athena para dominar o mundo com mão de ferro. Para isso, ele assassina o Grande Mestre e assume sua identidade, mas não consegue matar Athena, salva ainda bebê pela intervenção de Aiolos de Sagitário. Saga continuou sob a alcunha de Grande Mestre até quando a rebelião dos Cavaleiros de Bronze expôs seus planos. Os jovens conseguem derrotar o cosmo maligno que dominava a sua mente, e após se ver livre de seu lado maléfico, Saga comete suicídio para pagar pelas atrocidades que cometeu. Meses depois, é ressuscitado junto com Camus de Aquário e Shura de Capricórnio por Hades e jura lealdade a ele, mas se mantém fiel a Athena. Fingindo querer a morte da deusa, Saga revela a ela a estratégia de vitória contra Hades e assiste desesperado o suicídio de Athena. Pouco tempo depois, Saga volta ao mundo dos mortos, pois a vida que Hades lhe deu era apenas temporária. Na conclusão da batalha contra o submundo, Athena o traz de volta à vida mais uma vez e ele se junta aos outros Cavaleiros de Ouro, num sacrifício final para destruir o Muro das Lamentações. Tem o título de A Encarnação de um Deus e sua casa é conhecida como O Templo dos Gêmeos (双児宮, Soujikyū).
Kurumada revelou que derivou o nome de Saga do kanji 性, que significa gênero, destino ou natureza.
Kanon de Gêmeos (双子座のカノン, Jemini no Kanon)
Voz de: Kazuyuki Sogabe, Ryōtarō Okiayu (Japonês), Gilberto Baroli (Português)
Nascido na Grécia, Kanon é irmão gêmeo do Cavaleiro de Ouro Saga de Gêmeos, que tinha o propósito de substituir Saga como Cavaleiro de Gêmeos, caso algo ocorresse com o mesmo. Kanon sempre teve uma atitude oposta a de seu irmão; enquanto Saga era bondoso, Kanon era maléfico e planejava destruir o Santuário e, por este motivo ele foi aprisionado na prisão do Cabo Sounion, um lugar onde ninguém conseguiria sair sem a ajuda de um Deus. Várias vezes ele esteve perto da morte, porém, sempre foi salvo pelo Cosmo da deusa Athena. Nesta prisão, Kanon acaba encontrando uma caverna com o Tridente de Poseidon, que, ao retirá-lo da rocha, acaba caindo diretamente no templo submarino do deus no fundo do Mar Egeu. Despertando Poseidon, Kanon finge ser seu General Marina de Dragão Marinho e consegue enganar o deus, a fim de realizar o seu desejo maligno de tornar-se um deus e dominar a Terra. Como protetor do pilar do Oceano Atlântico Norte, Kanon lutou conta Ikki de Fênix, mas Sorrento de Sirene, depois de descobrir das reais intenções de Kanon, aparece e o detém para Ikki destruir o pilar. Por todas as suas ações malignas, Kanon é desacreditado pelos outros Cavaleiros de Ouro quando afirma estar arrependido. Porém, depois de passar pela provação de Milo de Escorpião sem reagir e proteger o Santuário contra a invasão dos Espectros de Hades, Kanon é perdoado por seus pecados e começa a vestir a Armadura de Ouro de Gêmeos. Kanon e Dohko de Libra partem para o Mundo dos Mortos, e lá enfrenta diversos Espectros, incluindo o Juiz do Inferno Rhadamanthys de Wyvern, contra quem Kanon se sacrifica para poder derrotar, pondo fim à sua penitência e sendo uma peça importantíssima na vitória de Athena contra Hades. Kanon também é conhecido como O Imortal.
Kurumada revelou que derivou seu nome de Canon Island, na Irlanda.
Deathmask de Câncer (蟹座のデスマスク, Kyansā no Desumasuku, trad. "Máscara da Morte de Câncer")
Voz de: Ryōichi Tanaka (Japonês), Paulo Celestino (Português)
Cavaleiro de Ouro de Câncer no século XX, o italiano Deathmask é um sádico e sanguinário assassino que acredita que, para um objetivo maior, alguns sacrifícios são inevitáveis. Seu codinome é justamente para caracterizar sua personalidade horrível e de um senso de humor extremamente ácido. Com o seu golpe Ondas do Inferno, é capaz de mandar seus adversários para a fronteira entre o Mundo dos Mortos e dos Vivos. É derrotado por Shiryu de Dragão na Batalha das Doze Casas. Quando o Dragão estava prestes a ser jogado no Sekishiki, a armadura de Câncer abandona o corpo de Deathmask, ao passo que Shiryu queimava seu cosmo ao máximo, sendo o próprio Deathmask jogado no Sekishiki. Na Guerra Santa, volta como espectro de Hades, arrependido de seus atos em vida e disposto a avisar Athena sobre os planos de Hades. Mas é derrotado junto de Aphrodite de Peixes (também como espectro) por Mu na Casa de Áries, quando este se entrega à fúria. Também se sacrifica para derrubar o Muro das Lamentações, morrendo como um verdadeiro Cavaleiro. Tem o título de O Homem que Aprecia as Lutas e Massacres e sua casa é conhecida como O Templo do Caranguejo Gigante (巨蟹宮, Kyokaikyū).
Nomeado após a antiga prática de máscaras funerárias.[carece de fontes?]
Aiolia de Leão (獅子座のアイオリア, Reo no Aioria, trad. "Aioria de Leão")
Voz de: Hideyuki Tanaka (Japonês), Luiz Antônio Lobue, Ricardo Vasconcelos (OVA; 2ª voz) (Português)
Cavaleiro de Leão no século XX, é irmão mais novo de Aiolos de Sagitário. Humilde, cortês e muito sábio, o grego Aiolia é exemplo para todos os outros Cavaleiros. Aiolia é capaz de disparar até 100.000.000 de golpes por segundo. Foi o Segundo Cavaleiro de Ouro a aparecer, mas sem revelar sua posição. Sempre sofreu com a falsa história sobre seu irmão ser um traidor de Athena, sendo constrangido por muitas pessoas do Santuário. Quando o Mestre Arles (Saga de Gêmeos) chama Milo de Escorpião para aniquilar Saori e os Cavaleiros de Bronze, Aiolia intervém e pede para que a missão lhe seja incumbida, ameaçando até entrar em confronto contra o Escorpião, tudo isso para "limpar" o nome de seu irmão. Mas Aiolia descobre a verdade sobre Arles e vai tirar satisfação com o Mestre, entrando em confronto contra Shaka de Virgem. Na Batalha das Doze Casas, sob o controle de Arles, quase mata Seiya de Pégaso com o seu enorme poder, mas acaba recobrando a consciência depois de matar Cassios. Shaina vê Aiolia carregando Cassios em seus braços e fica sabendo o que aconteceu. Shaina relutante ao perder seu pupilo, decide ir ao Santuário acertar contas com o Mestre Arles, mas Aiolia a detém e enterra Cassios. Na Guerra Santa, Aiolia vence vários espectros que invadem a Casa de Leão, quando é paralisado por Raimi de Verme, mas acaba vencendo. Na saga Inferno, Aiolia de Leão, Mu de Áries e Milo de Escorpião são castigados, e posteriormente mortos por um dos três juízes do inferno, Rhadamanthys de Wyvern, porque os Cavaleiros de Ouro só podiam usar no máximo 10% de seus poderes por causa da proteção e maldição de Hades. Volta à vida e se sacrifica no Muro das Lamentações junto aos outros onze Cavaleiros de Ouro. Tem o título de Um Modelo de Cavaleiro e sua casa é conhecida como O Templo do Leão (獅子宮, Shishikyū).
Nomeado após a mitológica ilha flutuante de Aiolia, lar de Aiolos, o deus dos ventos.[carece de fontes?]
Shaka de Virgem (乙女座のシャカ, Barugo no Shaka)
Voz de: Yūji Mitsuya, Akemi Sato (OVA; criança) (Japonês), Carlos Silveira, Rodrigo Andreatto (OVA; criança) (Português)
Cavaleiro de Virgem do sec. XX, um dos cavaleiros mais poderosos  do século XX. É conhecido como O Homem mais Próximo de Deus (Buda), título recebido em função do indiano Shaka ser considerado a reencarnação de Buda, ou de estar sempre próximo ao mesmo e também de ser o cavaleiro que possui o cosmo mais próximo dos deuses, é o primeiro da era atual a atingir o Oitavo Sentido. Shaka nasceu e treinou na Índia, e mantinha contato telepático com Buda, que lhe revelava as respostas a muitas de suas perguntas. Ao longo dos anos, Shaka aprendeu muito com seu antepassado, incluindo a habilidade de selar o cosmo, aumentando seu cosmo nos olhos com seus mantras de meditação sagrados. Pouco antes da Batalha das Doze Casas, Shaka de Virgem e Aiolia de Leão se desentendem após Aiolia descobrir a verdade sobre o falso Mestre, o que quase gerou um confronto de mil dias entre os dois. Após isso, derrotou facilmente Seiya de Pégaso, Shiryu de Dragão e Shun de Andrômeda na casa de Virgem. Logo em seguida surge Ikki de Fênix para confrontá-lo, mas o mesmo não resiste ao imenso poder de Shaka. Após uma intensa batalha o Cavaleiro de Bronze se utiliza de um golpe suicida como último recurso para vencer Shaka, Ikki havia perdido todos os seus sentidos depois que o Cavaleiro de Virgem abriu seus olhos durante a luta, mas o golpe de Ikki apenas os mandou para uma outra dimensão, ambos continuaram vivos e Ikki contou a Shaka a verdade sobre o Mestre. Na Guerra Santa, confronta por duas vezes os cavaleiros revividos por Hades, Saga de Gêmeos, Shura de Capricórnio e Camus de Aquário. Aparentemente ele os vence na Casa de Câncer, mas eles chegam disfarçados até Casa de Virgem, onde Shaka é morto propositalmente a fim de ir atrás de Hades no inferno acompanhando Athena. Também se sacrifica junto aos outros onze Cavaleiros de Ouro no Muro das Lamentações. Tem o título de O Homem mais Próximo de Deus e sua casa é conhecida como O Templo da Donzela (処女宮, Jyojyōkyū).
O nome de Shaka é uma forma japonesa alternativa referindo-se a Shakya ou Shakyamuni (Gautama Buda), também conhecido em japonês como Shaka Nyorai, o Buda histórico.[carece de fontes?]
Dohko de Libra (天秤座の童虎, Raibura no Dōko)
Voz de: Kōji Yada (ancião), Michitaka Kobayashi (jovem), Kōichi Yamadera (OVA; jovem) (Japonês), Araken Saldanha (ancião), Sérgio Moreno/Wellington Lima (jovem) (Português)
Também conhecido como Mestre Ancião (老師, Rōshi), o libriano é o mais velho de todos os Cavaleiros de Athena. Possui personalidade extremamente equilibrada, além de ser muito calmo, sábio, esclarecido e correto, sendo o mais resistente, poderoso e respeitado entre todos os Cavaleiros conforme o mangá e anime. O chinês Dokho aparece em quase todos os Mangás e Animes da série, devido aos seus 261 anos de idade. Foi o mestre de Shiryu de Dragão. Ele e Shion de Áries foram os únicos sobreviventes da Guerra Santa em 1743, sendo que este se tornou o Grande Mestre do Santuário, e Dokho ficou encarregado de vigiar o selo que aprisionava Hades, sendo que nunca saía dos 5 picos antigos da China. Posteriormente, com a queda de Saga de Gêmeos como Grande Mestre, foi intitulado neste posto, sem sair dos 5 picos, e sua primeira determinação foi que nenhum dos Cavaleiros de Ouro sairiam do Santuário, porque ele já previa a Guerra Santa. Na saga Santuário, na batalha contra os espectros de Hades, usou sua técnica Misopethamenos, possibilitado pelo envelhecimento retardado concedido por Athena, que permitiu que o coração dele batesse apenas 100.000 vezes por ano (100.000 é o número médio de batimentos diários do coração), assim, em 243 anos, Dohko envelheceu o equivalente a apenas 243 dias. A técnica o faz sair de sua forma de velho Gnomo para uma aparência e vigor de quando tinha 18 anos de idade, sendo que finalmente veste a armadura de Libra no anime, depois de muitos episódios e espera, e aplica em Shion o poderoso Golpe Cólera dos Cem Dragões. Na saga de Hades, se sacrifica junto com os outros 11 Cavaleiros de Ouro para derrubar o Muro das Lamentações utilizando a técnica da criação do sol que pode destruir qualquer coisa. Tem o título de A Balança Entre o Bem e o Mal e sua casa é conhecida como O Templo da Balança (天秤宮, Tenbinkyū).
Seu nome é ocasionalmente traduzido como Tóng-Hǔ, a leitura chinesa do kanji de seu nome, que significa "jovem tigre", tanto em japonês quanto em chinês.
Milo de Escorpião (蠍座のミロ, Sukōpion no Miro, trad. "Miro de Escorpião")
Voz de: Shūichi Ikeda, Toshihiko Seki (OVA) (Japonês), Leonardo Camillo, Márcio Araújo (Português)
Cavaleiro de escorpião do Sec. XX, o grego Milo possui um dos Golpes mais fatais de todos: o Agulha Escarlate. De personalidade por vezes altiva, porém protetor, nobre e justo, Milo destrói a Ilha de Andrômeda, por ordem do Grande Mestre. Trava uma árdua batalha contra o Cavaleiro de Prata Albiore de Cefeu, mestre de Shun de Andrômeda, e só vence por causa da essencial ajuda de Aphrodite de Peixes. Na Batalha das Doze Casas, confronta contra Hyoga de Cisne. Milo castiga Hyoga com suas agulhas escarlates, mas por respeito à seu amigo Camus de Aquário, que é Mestre do Cisne, e por uma ponta de bondade, dá a chance de Hyoga desistir da luta e abandonar o Santuário, ja que este estava a um golpe de morrer (se forem aplicadas 15 agulhas escarlates, o oponente morre). Mas a persistência de Hyoga em continuar e ajudar seus amigos faz Milo desconfiar do Mestre e após levar o Pó de Diamante, percebeu que o Cisne poderia tê-lo vencido na batalha, senão fosse pela Armadura de Ouro de Escorpião. Milo cura Hyoga de sua hemorragia e para de lutar, deixando-o prosseguir. Situação idêntica ocorre em sua batalha contra Kanon de Gêmeos, e ao final, reconhece que este estava ao lado da justiça. Por Milo ter um senso de justiça muito aguçado, ao cavaleiro de escorpião é normalmente dado o fardo de julgar aqueles que se dizem arrependidos por seus pecados, como aconteceu com Kanon de Gêmeos. Após a morte de Shaka, o Cavaleiro de Escorpião vai até a Casa de Virgem para derrotar os espectros de Saga de Gêmeos, Shura de Capricórnio e Camus de Aquário, por julga-los inimigos do Santuário após terem atacado um ex-companheiro. Foi morto por Rhadamanthys de Wyvern na saga Inferno e também sucumbiu ao sacrifício dos Cavaleiros de Ouro para derrubar o Muro das Lamentações. Tem o título de O Impacto Rubro e sua casa é conhecida como O Templo do Escorpião Celestial (天蝎宮, Tenkatsukyū).
Aiolos de Sagitário (射手座のアイオロス, Sajitariasu no Aiorosu, trad. "Aioros de Sagitário")
Voz de: Yūsaku Yara (Japonês), Paulo Porto (Português)
Cavaleiro de Ouro de Sagitário no Sec. XX, o grego Aiolos foi o salvador de Athena das mãos de Saga de Gêmeos, quando aquela ainda era bebê. Mas por armação de Saga, foi declarado traidor do Santuário e julgado como o que tentou matar Athena. O sagitariano foge com o bebê e é perseguido, sendo gravemente ferido pela Excalibur de Shura de Capricórnio. Antes de morrer em decorrência dos ferimentos, Aiolos encontra o empresário japonês Mitsumasa Kido. Ele explica a situação para Mitsumasa lhe confiando a bebê Athena e a urna com a Armadura de Sagitário, morrendo pouco depois. Além de suas habilidades de luta, tinha excelente personalidade, caráter, humildade e grande senso de justiça, passos seguidos por seu irmão mais novo, Aiolia de Leão. Ele pode ser considerado um verdadeiro exemplo de Cavaleiro de Athena por continuar a protegê-la, bem como a ajudar seus companheiros, mesmo após a morte. Tem o título de Um Cavaleiro Exemplar e sua casa é conhecida como O Templo do Centauro (人馬宮, Jinbakyū).
Kurumada o nomeou em homenagem a Aiolos, o governante ou deus dos ventos na mitologia grega.[carece de fontes?]
Shura de Capricórnio (山羊座のシュラ, Kapurikōn no Shura)
Voz de: Kōji Totani, Takeshi Kusao (OVA) (Japonês), Fábio Moura (Português)
O espanhol Shura de Capricórnio é o Cavaleiro de Ouro que protege a Casa de Capricórnio no Santuário. Detém o título de Cavaleiro mais leal à Athena, recebendo da Deusa a espada sagrada Excalibur como recompensa a este status. Possui uma estátua na Casa de Capricórnio que ilustra Athena entregando-lhe a Espada. Com um orgulho grandioso, suas técnicas de luta corporal são as mais avançadas entre os Cavaleiros de Ouro e sua principal técnica, Excalibur, é um golpe capaz de cortar tudo e todos como uma espada, que pode ser utilizada com os seus dois braços e pernas. Shura, mesmo sendo amigo de Aiolos, não deixou seus ideais de fidelidade à Athena de lado e achando que o Cavaleiro de Sagitário era um traidor, passou a enfrentá-lo em um combate. Shura feriu Aiolos gravemente, o que ocasionou sua morte. Na Batalha das Doze Casas, Shura confronta Shiryu de Dragão, de quem corta toda a armadura de bronze e atinge mortalmente o coração do Dragão com a Excalibur. Sem saída, o Dragão acaba aplicando o golpe suicida, O Último Dragão em Shura, golpe que é capaz de destruir qualquer um, segundo Dohko que o ensinou que acaba por matá-lo, mesmo Shiryu tendo anulado o golpe por perceber que Shura descobriu a verdade no cavaleiro de bronze e o salva protegendo-o com sua armadura sagrada o enviando para terra e presenteando-o com o golpe Excalibur. Posteriormente, Shura reaparece na Saga de Hades junto a Saga de Gêmeos e Camus de Aquário, como expectro de Hades, com a aparente missão de matar Athena e levar sua cabeça até o Deus dos Mortos. Mas, ao fim revela-se que sua missão era na verdade alertar Athena sobre os planos de Hades e mostrar-lhe a sua armadura. Shura também ressuscita e se sacrifica para derrubar o Muro das Lamentações. Tem o título de O Homem que Levou Seus Membros ao Limite Para Chamá-los de Espada Sagrada e sua casa é conhecida como O Templo do Bode Montês (磨羯宮, Makatsukyū).
Kurumada o nomeou em homenagem a Shura, um termo japonês alternativo que se refere aos Ashura, os ferozes semideuses da doutrina budista.[carece de fontes?]
Camus de Aquário (水瓶座のカミュ, Akueriasu no Kamyu)
Voz de: Rokurō Naya, Nobutoshi Canna (Japonês), Valter Santos (Português)
Cavaleiro de índole impecável e exemplar, apesar de sua extrema frieza e aparente indiferença aos sentimentos humanos, o francês Camus foi mestre de Hyoga de Cisne e do General Marina Isaac de Kraken. Ele ensinou aos seus pupilos as lições dos Cavaleiros, para que fossem capazes de proteger a paz na Terra. Apesar de suspeitar do Grande Mestre, Camus se opõe aos Cavaleiros de Bronze por pensar que são traidores. Durante o conflito dos doze templos, Camus enfrentou seu pupilo Hyoga em um terrível duelo. Por pensar que Hyoga não era forte o suficiente para aquela batalha e com medo que outro Cavaleiro de Ouro o matasse em tal batalha, Camus resolve prender Hyoga em um caixão de gelo. Porém, Hyoga é libertado por Shiryu e trava outra batalha contra Camus, que dessa vez, usa todo seu poder para assassinar seu discípulo. Ele revela para Hyoga, que numa batalha entre dois cavaleiros do gelo, vence aquele que estiver com o poder mais próximo do zero absoluto. Camus é derrotado por Hyoga e morre, mas suas memórias e ensinamentos continuam vivos, dentro do Cavaleiro de Cisne. Posteriormente, Camus seria revivido na Saga de Hades. Junto com Saga e Shura, através do poder de Hades e  aparentemente jura lealdade a ele, mas mantém lealdade a Athena. Camus e os outros, na verdade enganaram Hades para entregar á Athena sua armadura Durante a guerra com Hades, ele se sacrifica com os outros Cavaleiros de Ouro para romper o Muro das Lamentações. Tem o título de O Mago da Água e do Gelo e sua casa é conhecida como O Templo da Urna Preciosa (宝瓶宮, Hōheikyū).
Aphrodite de Peixes (魚座のアフロディーテ, Pisukesu no Afurodīte, trad. "Afrodite de Peixes")
Voz de: Keiichi Nanba (Japonês), Ézio Ramos, Tatá Guarnieri (Português)
Cavaleiro de Peixes do século XX, considerado o Cavaleiro mais belo, cuja beleza rivaliza apenas com sua força. O sueco Aphrodite acabou se desviando do caminho da virtude e jurando lealdade ao Grande Mestre do Santuário, mesmo sabendo de suas más intenções, com a justificativa que a justiça deve estar na mão dos mais fortes. Aphrodite eliminou Daidalos de Cefeu, mestre de Shun de Andrômeda e ameacou June de Camaleão a tentar parar os cavaleiros de Bronze, . Durante o conflito dos doze templos, Aphrodite é morto por Shun após uma longa batalha, como vingança pelo assassinato de seu mentor. Durante a saga de Poseidon, é revelado que Aphrodite reencontrou sua lealdade a Athena após sua morte. Na saga de Hades, Aphrodite é trazido de volta à vida como lacaio de Hades, mas mantém secretamente sua lealdade a Athena. Após um conflito com Rhadamanthys de Wyvern, ele se sacrifica com os outros Cavaleiros de Ouro para romper o Muro das Lamentações. Tem o título de O Guerreiro Cuja Beleza Transcende o Céu e a Terra e sua casa é conhecida como O Templo dos Peixes Gêmeos (双魚宮, Sogyōkyū).
Nomeado após Afrodite, a deusa grega da beleza e do amor"

### Cavaleiros do século XVIII
Shion de Áries (牡羊座のシオン, Ariesu no Shion)
Voz de: Nobuo Tobita (Japonês), Luiz Laffey (Português)
Um antigo Cavaleiro de Bronze que foi promovido a Cavaleiro de Ouro, Shion é, junto com Dohko de Libra, um sobrevivente da guerra contra Hades no século XVIII, durante o qual foi guardião do Templo do Carneiro Branco. Após a derrota de Hades, ele foi escolhido como o Grande Mestre (教皇, Kyōkō) do Santuário por Athena, seu reinado durando até o final do século XX, quando foi assassinado por Saga de Gêmeos, que usurpou sua posição. Ele foi mentor de Mu de Áries, instruindo-o nos caminhos dos Cavaleiros e nas artes da restauração de Armaduras. Shion foi ressuscitado 13 anos após sua morte por Hades, e ofereceu a vida eterna em troca de sua lealdade e da vida de Athena. Incorruptivelmente leal à deusa, mesmo no abraço frio da morte, Shion aceitou a oferta, enquanto secretamente permanecia um verdadeiro Cavaleiro de Athena. Sua estratégia foi emulada pelo resto dos Cavaleiros revividos. O verdadeiro propósito de Shion era alcançar Athena para entregar sua Armadura, mais tarde tornando-se incapaz de fazê-lo devido ao suicídio imprevisto (e precoce) da deusa. Em vez disso, Shion instrui os Cavaleiros de Bronze sobre o segredo da Armadura de Athena e revela o mistério do estado final das Armaduras banhadas em sangue divino. Instrumental na queda de Hades no século XX, Shion emite sua última ordem como Grande Mestre para os Cavaleiros de Bronze, para invadir o submundo e matar Hades, antes de exalar seu último suspiro.
Ox de Touro (牡牛座のオックス, Taurasu no Okkusu')
O Cavaleiro de Ouro de Touro no século XX, Ox é um gigante que também exerce o poder do Touro Dourado. Ele aparece pela primeira vez enquanto pune Shion e Dohko por tentar matar Alone, algo que ele considera imprudente e aventureiro, já que Shion e Dohko foram recentemente promovidos a Cavaleiros de Ouro e ainda precisam dominar seu sétimo sentido. Da mesma forma, ele tenta parar Tenma, já que ele é apenas um novato Cavaleiro de Bronze. Mais tarde, ele se junta a Izo de Capricórnio na chocante percepção de que sua deusa pode vir do futuro. Shijima de Virgem confirma suas suspeitas e depois de um curto período a deusa desce até a base da estátua de Athena no topo do Santuário. Ox e os outros se apressam onde encontram uma Athena criança, embora sejam ordenados a retornar a suas casas por ordens do Grande Mestre. Mais tarde, Ox mata sem esforço o grupo de Espectros que acompanhava Suikyo de Garuda, e depois se envolve com o último na batalha, exibindo enorme força, mas ele é enganado pelo Espectro e morto.
Nomeado após ao boi, em referência à sua constelação e sua estrutura maciça.
Abel de Gêmeos (双子座のアベル, Jemini no Aberu)
O jovem Cavaleiro de Ouro de Gêmeos no século XVIII e guardião da Casa de Gêmeos naquela época, que decidiu levantar a mão contra Athena. Ele força Shun de Andrômeda e Tenma Pégaso a vagar pelo labirinto de sua Casa. Ele envolve ambos os Cavaleiros de Bronze na batalha, para ser posteriormente interrompido pela chegada de Suikyo de Garuda, que o questiona sobre seus motivos para sua traição a Athena, uma pergunta que Abel então retribui quando eles se envolvem em um duelo. Onde Abel, atinge Suikyo com técnica lendária que controla a mente, "GenroMao-ken" (Satã Imperial). Mais tarde é revelado que Abel é dito ser a sombra de seu irmão Cain, uma manifestação do lado maligno de Cain, um fenômeno que o último experimentou desde a infância. De acordo com Ikki de Fênix, não é um caso de dupla personalidade ou de gêmeos, e é revelado por Cain que eles nasceram por um truque divino.
Nomeado após o bíblico Abel, filho de Adão e Eva.
Cain de Gêmeos (双子座のアベル, Jemini no Kain, trad. "Caim de Gêmeos")
O Cavaleiro de Gêmeos no século XVIII, também guardião da Casa de Gêmeos naquela época. Irmão mais velho de Abel de Gêmeos. Ele chega a Casa durante a batalha entre seu irmão e Suikyo de Garuda. Considerado um Cavaleiro de Ouro verdadeiramente comprometido com Athena e com a justiça. Cain, duela contra Ikki de Fênix se envolvendo em uma batalha feroz, eventualmente permitindo que ele vá além do terceiro templo do Santuário.
Nomeado após o bíblico Cain, filho de Adão e Eva.
Deathtoll de Câncer (蟹座のデストール, Kyansā no Desutōru, trad. "Contador da Morte de Câncer")
O Cavaleiro de Ouro de Câncer no século XVIII e guardião da Casa do Caranguejo Gigante, que, como uma espécie de agente funerário, abre infinitamente o portal do Presépio para o submundo para almas inquietas que ainda estão presas ao plano físico. Também conhecido no Santuário como o Artesão de Caixões, e como um Cavaleiro de Ouro cujo discurso revela uma personalidade andrógina extravagante, ele parece estar comprometido com suas duas tarefas, como guardião e fabricante de caixões, também servindo seus interesses primeiro e depois prometendo sua lealdade a qualquer divindade da qual ele pode lucrar. Ele tenta impedir Shun de Andrômeda e Tenma de Pégaso de invadir a Casa que ele guarda, prendendo-os em caixões hayaoke para enviá-los para a Colina para a Terra dos Espíritos. Como Shun consegue retornar do abismo do Presépio, e Tenma escapou por pouco devido a um caixão defeituoso, Deathtoll é forçado a empregar o misterioso Omertá - O Caixão Silencioso passado desde as eras mitológicas, para garantir que eles nunca possam retornar, pois absorve aqueles que se rebelam contra Athena, prendendo-os por toda a eternidade. Depois que Suikyo de Garuda chega ao templo de Deathtoll, ele tenta enganá-lo para matar os jovens Cavaleiros de Bronze, apenas para se tornar o alvo do Espectro. Forçado a lutar seriamente, Deathtoll enfrenta todos os três oponentes, dominando-os facilmente. Determinado a matar seus oponentes jogando-os no abismo do submundo, Deathtoll escolhe Suikyo como sua primeira vítima, assim Tenma de Pégaso elabora uma estratégia desesperada para distrair o Cavaleiro de Ouro brincando com sua psique e aproveitar sua distração para usar o Caixão Omertà, que absorve Deathtoll, salvando assim suas vidas. Derrotado, Deathtoll é visto pela última vez chorando por ajuda de dentro do caixão de Omertà, preso por toda a eternidade. Mais tarde, Deathtoll retorna da Colina para a Terra dos Espíritos com a ajuda de vários Espectros que o libertaram, que o pouparam em troca de ele se tornar seu guia através do Santuário. Deathtoll leva os Espectros para a Casa de Leão, que são então massacrados por Goldie e Kaiser de Leão. Deathtoll então revela a Kaiser que sua lealdade é para Athena, e também pede que ele conceda a Suikyo a compaixão de um companheiro guerreiro, já que os três são companheiros de armas. Mais tarde, após a chegada de Ikki de Fênix ao passado, ele e Deathtoll viajam para o portão mortal de Presépio e derrotam dezenas de Espectros, liderados por Vermeer de Griffon, que zombando da morte de Suikyo, enfurece Deathtoll, que passa a combater Vermeer sozinho, para proteger Ikki. Vermeer submete Deathtoll a torturas excruciantes, mas é incapaz de quebrar a vontade de ferro do Cavaleiro de Ouro. Ikki chega pouco depois e ajuda a derrotar o Juiz do Submundo, e Deathtoll dá um golpe final humilhante, na esperança de pagar sua dívida com Suikyo. Depois, Deathtoll se junta a Ikki em sua travessia pelas Doze Casas e se torna testemunha de sua batalha contra Kaiser de Leão.
Nomeado após [death toll contador de mortos], a medida para o número de mortos, como uma brincadeira com o nome do tradicional caixão em forma de pedágio japonês conhecido como kamekan.
Kaiser de Leão (獅子座のカイザー, Reo no Kaizā)
O Cavaleiro de Ouro de Leão no século XVIII e guardião da Casa de Leão naquela época, conhecido no Santuário como o Leão Selvagem. Ele protege ferozmente sua casa auxiliado por seu animal de estimação Goldie, o Leão Sagrado (聖なる獅子ゴールディ, Seinaru shishi Gōrudi), um gigantesco leão blindado. Um Cavaleiro verdadeiro, justo e nobre de poder lendário, Kaiser é ferozmente leal a Athena, e assim ele submete Shun de Andrômeda e Tenma de Pégaso a um julgamento tortuoso, mais tarde descobrindo a lealdade dos jovens Cavaleiros de Bronze com a ajuda de Goldie. Mais tarde, Kaiser derrota o Espectro de Verme sem esforço, e é avisado por Deathtoll de Câncer, que revela sua verdadeira lealdade, que eles estão sob o escrutínio das fadas do submundo. Também é revelado que Goldie tem uma irmã gêmea, a leoa Blondie (ブロンディ, Burondi), e ambos foram cuidados por Kaiser desde o nascimento. Depois de deixar os jovens Cavaleiros passarem por seu templo, Kaiser é mais tarde desafiado por Ikki de Fênix, a quem ele também luta para descobrir sua verdadeira lealdade. Reconhecendo-o como um verdadeiro Cavaleiro e como um provável sucessor no futuro após uma batalha feroz, Kaiser permite que Ikki passe por sua casa e novamente fica de guarda, aguardando qualquer nova ameaça que possa surgir e mantendo-se alerta durante a crise atual.
Nomeado após Kaiser, a palavra alemã para "imperador", em referência ao animal representado por sua constelação.[carece de fontes?]
Shijima de Virgem (乙女座のシジマ, Barugo no Shijima)
O Cavaleiro de Ouro de Virgem no século XVIII. Chamado de "o homem silencioso" e também, como seu sucessor no século XX, conhecido como "o homem que é quase um deus", Shijima é considerado o homem mais justo entre os Cavaleiros de Athena. Como seu nome revela, Shijima permanece principalmente em silêncio, a fim de reunir seu Cosmo, privando-se de falar, e projeta seus pensamentos para se comunicar com os outros. Ele apareceu pela primeira vez no Capítulo 14 de Next Dimension. Ele menciona a Ox de Touro e Izo de Capricórnio que sentiu o Cosmo de Athena do futuro, aproximando-se da dimensão do tempo em que vivem. Logo Athena desce ao Santuário em um acidente, os Cavaleiros correm para a estátua de Athena no topo do Santuário, onde a Cosmo da Deusa impactou. Lá eles encontram uma pequena Athena dormindo em uma pequena cratera. Shijima avança e está prestes a pegar a deusa quando o Grande Mestre aparece dizendo-lhes para recuar. Quando o Grande Mestre pega o bebê nos braços, ele ordena que os Cavaleiros de Ouro retornem as suas Casas. No caminho, Shijima sente algo ruim e volta para a estátua de Athena, onde o Grande Mestre está prestes a esfaquear o bebê Athena com um punhal. Shijima afasta o bebê e ao mesmo tempo aparece Cardinale de Peixes. O Cavaleiro de Peixes primeiro questiona os erros do Grande Mestre, mas ataca Shijima com uma rosa sangrenta mortal, fazendo Shijima cair no chão, que mais tarde se recupera e foge para proteger Athena. Mais tarde, Shijima consegue escapar da ilusão do Labirinto dos Deuses na câmara do Grande Mestre com a ajuda do fio de Ariadne e arrisca sua vida carregando Athena pela escada das rosas funerárias, onde é atacado onde ele é atacado por cobras venenosas de Odysseus de Serpentário, que são capazes de picar Athena. Contra todas as probabilidades, Shijima recebe a ajuda de um Cardinale convertido e, embora gravemente ferido, chega a próxima Casa e confia a moribunda Athena a Mystoria de Aquário, e depois sucumbe aos seus ferimentos.
Nomeado após o Shijima, a filosofia budista de quietude, silêncio e unidade.[carece de fontes?]
Dohko de Libra (天秤座の童虎, Raibura no Dōko)
Voz de: Kōji Yada (ancião), Michitaka Kobayashi (jovem), Kōichi Yamadera (OVA; jovem) (Japonês), Araken Saldanha (ancião), Sérgio Moreno/Wellington Lima (jovem) (Português)
Veja acima
Écarlate de Escorpião (蠍座のエカルラート, Sukōpion no Ekarurāto)
O Cavaleiro de Ouro de Escorpião no século XVIII, e guardião da Casa do Escorpião Celestial. Um Cavaleiro misterioso com uma forma aparentemente incorpórea, ele aparece diante de Shiryu de Dragão para impedi-lo de invadir sua Casa. Écarlate então revela que ele é dotado da habilidade de invisibilidade, que ele pode desencadear à vontade, como resultado de uma estranha doença de sangue que foi causada pela picada de um escorpião quando criança, e depois sendo salvo da morte certa por uma transfusão de sangue do próprio Odysseus de Serpentário. Écarlate, embora no fundo um Cavaleiro justo, considera Athena desnecessária devido à iminente ressurreição de Odysseus; assim, envolve o Cavaleiro de Dragão em um duelo feroz pelo direito de invadir sua casa, quase tirando a vida de Shiryu depois de submetê-lo à tortura excruciante de sua Agulha Escarlate, até que o segredo dentro do cajado de Dohko de Libra o impeça de fazê-lo. O cajado revela uma jóia em forma de pérola dentro, que se encaixa no corpo de Shiryu, a garra da marca do dragão em suas costas agarrando-a, como um sinal de Shiryu ser o escolhido do deus Dragão. Reconhecendo Shiryu como um homem que trilha o caminho da virtude e, portanto, um verdadeiro Cavaleiro, Écarlate passa a honrá-lo dando seu golpe final como misericórdia, enquanto Shiryu revida. Trocando golpes, Shiryu erra quando o ataque de Écarlate é bem sucedido. Movido pela qualidade do jovem Cavaleirio, Écarlate reconhece a derrota, poupando-o e parando o sangramento, permitindo-lhe invadir sua Casa. Na sequência, Écarlate pondera sobre Athena e o propósito do retorno de Odysseus.
Kurumada o nomeou após a palavra francesa para "escarlate"
Gestalt de Sagitário (射手座のゲシュタルト, Sajitariasu no Geshutaruto)
O Cavaleiro de Ouro de Sagitário no século XVIII e guardião da Casa do Centauro. Aparentemente um centauro vivo, como os do mito grego e representado por sua constelação, Gestalt sofreu uma transformação física pela intervenção de Odysseus de Serpentário, cuja morte prematura também foi lamentada por ele, anos atrás. Esmagado pela morte de seu amado corcel Tanya quando criança, o jovem Gestalt implorou a Odysseus para trazê-lo de volta à vida, um desejo que ele concedeu ao fundir o corpo de Gestalt com o de Tanya, tornando-se um centauro, uma ação que Gestalt considerou um milagre realizado por Odysseus. Anos depois, encontrando Hyoga de Cisne, Gestalt o impede de invadir sua Casa, ferindo gravemente o Cavaleiro de Bronze e procedendo a executá-lo e à Athena criança, a quem ele não reconhece como sua deusa, a distorção do espaço-tempo através do Santuário permite à Gestalt testemunhar o aparecimento do testamento de Aiolos de Sagitário no século XX. Ainda não convencido da verdadeira natureza divina de Athena, Gestalt decide testá-la, desafiando-a a parar a poderosa Flecha da Deusa, a herança dos Cavaleiros de Ouro de Sagitário desde os tempos mitológicos. Athena cumpre o desafio da Gestalt e lhe diz a verdade sobre sua condição, seu corpo não é de um centauro, mas de um humano, uma mera ilusão empregada por Odysseus de Serpentário para evitar que sua frágil psique de criança sucumbisse à dor de sua perda. Movido pelo gesto de misericórdia de Athena em relação a ele, apesar de estar perto da morte, Gestalt a reconhece como sua deusa e permite que eles avancem enquanto o Santuário treme devido ao retorno do Cavaleiro de Serpentário; mais tarde, Gestalt pondera sobre as consequências da ressurreição inexorável de Odysseus. Um guerreiro formidável, Izo de Capricórnio o reconhece como o mais feroz Cavaleiro de Ouro que já existiu.
Kurumada o nomeou em homenagem ao princípio de percepção da Gestalt, em relação à sua aparência ambígua.
Izo de Capricórnio (山羊座の以蔵, Kapurikōn no Izō)
O Cavaleiro de Ouro de Capricórnio no século XVIII. Possuidor do poder de Excalibur, ele também é conhecido como "Izo, assassino de demônios". Sua Excalibur se manifesta na imagem de uma nihontō, em vez de uma espada européia. Um Cavaleiro de Ouro calmo e recolhido, ele pune Tenma, Shion e Dohko por cometer um ato irresponsável, devido à sua inexperiência, embora o faça com indulgência. Mais tarde, ele se junta a Ox de Touro na chocante percepção de que sua deusa pode vir do futuro. Suas suspeitas são confirmadas por Shijima de Virgem, e logo depois a deusa Athena desce com um estrondo. Os Cavaleiros dirigem-se ao local de sua descida, onde encontram uma Athena criança, mas são instruídos pelo Grande Mestre a voltarem para suas Casas. Izo é então visto de guarda em sua Casa, surpreso com as ondas de choque do confronto entre Mystoria de Aquário e Hyoga de Cisne e matando o enxame de cobras invasoras. Izo então espera por qualquer ameaça que possa aparecer até a chegada de Hyoga, a quem ele submete a um julgamento mortal de vontade. A determinação de Hyoga convence Izo de seu compromisso com Athena, e sabiamente o deixa invadir sua Casa, ciente da condição crítica dele; não sem avisar o Cavaleiro de Cisne sobre o temível poder de Gestalt de Sagitário, que está à frente.
Kurumada o nomeou em homenagem à figura histórica Izō Okada, o famoso samurai do período Bakumatsu.
Mystoria de Aquário (水瓶座のミストリア, Akueriasu no Misutoria)
O Cavaleiro de Ouro de Aquário no século XVIII, e guardião da Casa do Vaso Precioso, considerado o homem mais puro e nobre do Santuário. Ele envolve Hyoga de Cisne em batalha e o incapacita rapidamente congelando-o, pois ele não acredita que ele seja um Cavaleiro do futuro. Mystoria vem em auxílio do moribundo Shijima de Virgem, encontrando a deusa criança pela primeira vez. Como Hyoga se liberta da restrição de Mystoria, ambos os combatentes se envolvem em um duelo, já que Mystoria não reconhece Athena como sua deusa nem Hyoga como camarada. Tendo sido confiada a vida de Athena a ele por Shijima, Mystoria promete entregá-la a Hyoga se ele provar que ele é um verdadeiro Cavaleiro, o que ele realiza fazendo com que Mystoria testemunhe seu verdadeiro domínio da filosofia marcial dos Cavaleiros do Gelo, parando a técnica final do Cavaleiro de Ouro, a Execução Aurora, com a sua própria, que ele revela ser o precioso legado de seu mentor para ele. Surpreso com o poder de Hyoga, que chegou perto de reivindicar sua vida, e seu compromisso como um Cavaleiro, Mystoria então revitaliza o exausto Cavaleiro de Bronze e confia a pequena a ele, enviando-o para seu encontro com Izo de Capricórnio.
Cardinale de Peixes (魚座のカルディナーレ, Pisukesu no Karudināre)
O Cavaleiro de Ouro de Peixes no século XVIII, considerado a personificação da beleza. Cardinale é introduzido pela primeira vez durante a tentativa de assassinato da criança Athena pelo Grande Mestre, que é frustrada por Shijima de Virgem. Testemunhando os esforços de Shijima para proteger a deusa, Cardinale considera o Grande Mestre um traidor e preparado para dar retribuição a ele, no entanto, Shijima se torna o alvo de seu ataque mortal. Peixes declarou sua lealdade a Hades, embora seus motivos e verdadeira lealdade permaneçam envoltos em mistério. Ele persegue Shijima com a intenção de matar ele e Athena por ordens do Grande Mestre, e não o faz devido à intervenção de Athena. Depois de testemunhar o poder da deusa, Cardinale se emociona e se converte, reconhecendo a criança Athena como sua verdadeira encarnação, e renova seus votos de lealdade a ela. Vindo em auxílio dos gravemente feridos Athena e Shijima de Virgem, que são subitamente atacados pelos servos de Odysseus de Serpentário. Cardinale aparentemente perece enquanto os protege da morte certa.
Odysseus de Serpentário (蛇遣い星座のオデッセウス, Opyukusu no Odesseusu, trad. "Odisseu de Serpentário")
O Cavaleiro de Prata de Serpentário no século XVIII. Uma vez muito respeitado e muito amado pelo Santuário e pelo povo da Grécia, Odysseus teve a gratidão e admiração do resto dos Cavaleiros de Ouro do século XVIII, que sentiam uma dívida de vida para com ele, com exceção de Izo de Capricórnio. Ironicamente, tendo salvado inúmeras vidas através do seu conhecimento das artes da cura e do seu próprio sangue, dotado de propriedades milagrosas; Odysseus sucumbiu ao pedágio em seu corpo, sendo sua morte considerada a pior das tragédias a acontecer no Santuário. Ressuscitando anos depois por motivo desconhecido e pelo funcionamento de uma força desconhecida, Odysseus retorna como o lendário Cavaleiro de Ouro de Serpentário, determinado a tirar a vida de Athena, atravessando as Doze Casas testando a lealdade dos Cavaleiros de Ouro, para determinar que seja para sua deusa ou para ele mesmo, o salvador de seus anos de infância. Os antecedentes e as motivações do Odysseus de Serpentário agora estão sendo explorados em detalhes por Kurumada, nas parcelas em andamento de Next Dimension.
Asclepius de Serpentário (蛇遣い星座のアスクレピオス, Opyukusu no Asukurepiosu, trad. "Asclépio de Serpentário")
O lendário décimo terceiro Cavaleiro de Ouro, considerado um companheiro e constelação amaldiçoado, que caiu no esquecimento nos terrenos do Santuário há eras. Suikyo se refere a ele em sua mensagem para Athena, e sua única menção faz com que Shijima de Virgem trema de medo. Selado no passado, a iminente ressurreição do Cavaleiro de Ouro de Serpentário parece significar a ruína de todos aqueles que habitam o Santuário, chegando a afetar de alguma forma Shaina de Cobra, que carrega a mesma constelação, no século XX. Segundo a lenda, nas eras mitológicas, Asclepius era considerado o mais poderoso entre os 88 Cavaleiros. Aparentemente, apesar de sua natureza inicialmente altruísta e amorosa, a ambição de Asclepius era se tornar um deus, assim ele foi punido e selado. Os antecedentes e motivações de Asclepius de Serpentário estão agora sendo explorados em detalhes por Kurumada, nas parcelas em andamento de Next Dimension.